# Touvre
Touvre är en kommun i departementet Charente i regionen Nouvelle-Aquitaine i västra Frankrike. Kommunen ligger  i kantonen Ruelle-sur-Touvre som ligger i arrondissementet Angoulême. År 2022 hade Touvre 1 146 invånare.

## Befolkningsutveckling
Antalet invånare i kommunen Touvre
Referens:INSEE